# Andrew Howard
Andrew Howard (* 12. června 1969 Cardiff) je velšský divadelní, filmový a televizní herec.

## Biografie

### Divadlo
Na divadelní scéně hrál mezi jinými Alexe DeLargeho v adaptaci románu Mechanický pomeranč, titulní postavu Peera Gynta v Peer Gyntovi či Oresta v Elektře. Postupně působil v několika divadlech, vystupoval také v londýnském Královském národním divadle a nezávislém Donmar Warehouse v Covent Garden.

### Film a televize
Objevil se v televizním seriálu z produkce HBO Bratrstvo neohrožených a dramatu Guye Ritchieho Revolver. V roce 2003 si zahrál po boku Patricka Stewarta a Glenna Close ve snímku Lev v zimě.
Kromě hraní také spolupracoval na scénáři ke kriminálnímu dramatu Střelci z roku 2002, na němž se podílel i herecky. Roku 2001 získal na Mezinárodním filmovém festivalu v Tokiu cenu pro nejlepšího herce za postavu Jona ve filmu Ten uprostřed. V roce 2009 se objevil v kriminálním příběhu Luster režiséra Adama Masona, v němž získal roli Thomase Lustera. Na Filmovém festivalu v Honolulu obdržel ocenění pro nejlepšího herce za snímek Blood River.

## Filmografie
Hlavní role
- Shade (1999)
- Višňový sad (1999)
- Ten uprostřed (2001)
- Střelci (2002)
- Lev v zimě (2003)
- Báječný den (2004)
- Ďáblova cesta (2006)
- Blood River (2008)
- Luster (2009)
- Plivu na váš hrob (2010)

Vedlejší role
- Rancid Aluminium (2000)
- Za svitu měsíce (2002)
- Hlubina (2002)
- Heights (2005)
- Poslední výsadek (2005)
- Revolver (2005)
- Kasandřin sen (2007)

Televize
- Bratrstvo neohrožených (2001)
- Suspect (2007)
- Nesmrtelní Válečníci: Cortés (2008)

Scenárista
- Střelci (2002)